# Une indifférence douloureuse
Pour plus de détails, voir Fiche technique et Distribution.
Une indifférence douloureuse (Скорбное бесчувствие, Skorbnoye beschuvstviye) est un film soviétique réalisé par Alexandre Sokourov, sorti en 1987.

## Synopsis
Une famille et leurs amis se réunissent pour une fête dans une maison.

## Fiche technique
- Titre : Une indifférence douloureuse
- Titre original : Скорбное бесчувствие (Skorbnoye beschuvstviye)
- Réalisation : Alexandre Sokourov
- Scénario : Iouri Arabov d'après la pièce La Maison des cœurs brisés de George Bernard Shaw
- Photographie : Sergey Yurizditskiy
- Montage : Leda Semyonova
- Société de production : Lenfilm Studio et Pervoe Tvorcheskoe Obedinenie
- Pays :  Union soviétique
- Genre : Drame
- Durée : 110 minutes
- Dates de sortie : 
  -  Union soviétique : avril 1987

## Distribution
- Ramaz Chkhikvadze : le capitaine Shotover
- Alla Osipenko : Ariadna
- Irina Sokolova : nanny Guinness
- Tatyana Yegorova : Gessiona
- Vladimir Zamanski : Madzini

## Distinctions
Le film a été présenté en sélection officielle en compétition lors de Berlinale 1987.